# Anousheh Ansari
Anousheh Ansari , née Anousheh Raissyan le 12 septembre 1966 à Mechhed, en Iran, est une femme d'affaires irano-américaine. Elle est principalement connue pour être la première femme touriste de l'espace.

## Jeunesse
Ses parents quittent Mechhed pour Téhéran peu après sa naissance. Elle part pour les États-Unis en 1984, ne parlant alors pas l'anglais mais voulant poursuivre ses études scientifiques. Elle passe son diplôme du baccalauréat universitaire en sciences, en génie électrique et en informatique, à l'université George-Mason, puis sa maîtrise à l'université George-Washington.

## Création d'entreprises
Après avoir débuté à la compagnie de télécommunication MCI, où elle rencontre son mari Hamid Ansari, elle crée avec lui et son beau-frère Amir Ansari la société Telecom Technologies Inc. en 1993. Ils la revendent en janvier 2001 au mieux de la bulle spéculative (Internet) à Sonus Networks. Anousheh Ansari figure en 2001 dans la liste du magazine Fortune parmi les 40 under 40 (40 personnalités de moins de 40 ans).
Anousheh Ansari ensuite crée la société Prodea Systems, qu'elle lance juste avant de partir dans l'espace.

## Mécène puis voyageuse spatiale
Avec sa famille, elle cofinance l'Ansari X Prize destiné à encourager le développement des voyages privés dans l'espace.
Elle prend place dans un vaisseau Soyouz (vol Soyouz TMA-9) le 18 septembre 2006 pour un vol de dix jours dans la Station spatiale internationale. Sous la pression des autorités russes et américaines, elle ne peut pas garder sa version du drapeau iranien, neutre car ne comportant que les bandes colorées et sans l'emblème de l'Iran (ni impérial ni islamique), sur sa combinaison (elle a le drapeau américain), ni diffuser de message politique,. Elle est la première blogueuse spatiale de l'histoire, relatant et répondant en direct aux internautes depuis la Station spatiale. Le prix du billet estimé à une vingtaine de millions de dollars américains pour un séjour de dix jours. Elle est devenue la première femme à visiter la Station spatiale internationale en tant que citoyenne financée par des fonds privés. Elle revient sur Terre le 29 septembre 2006 à bord de Soyouz TMA-8.

## Activités en orbite

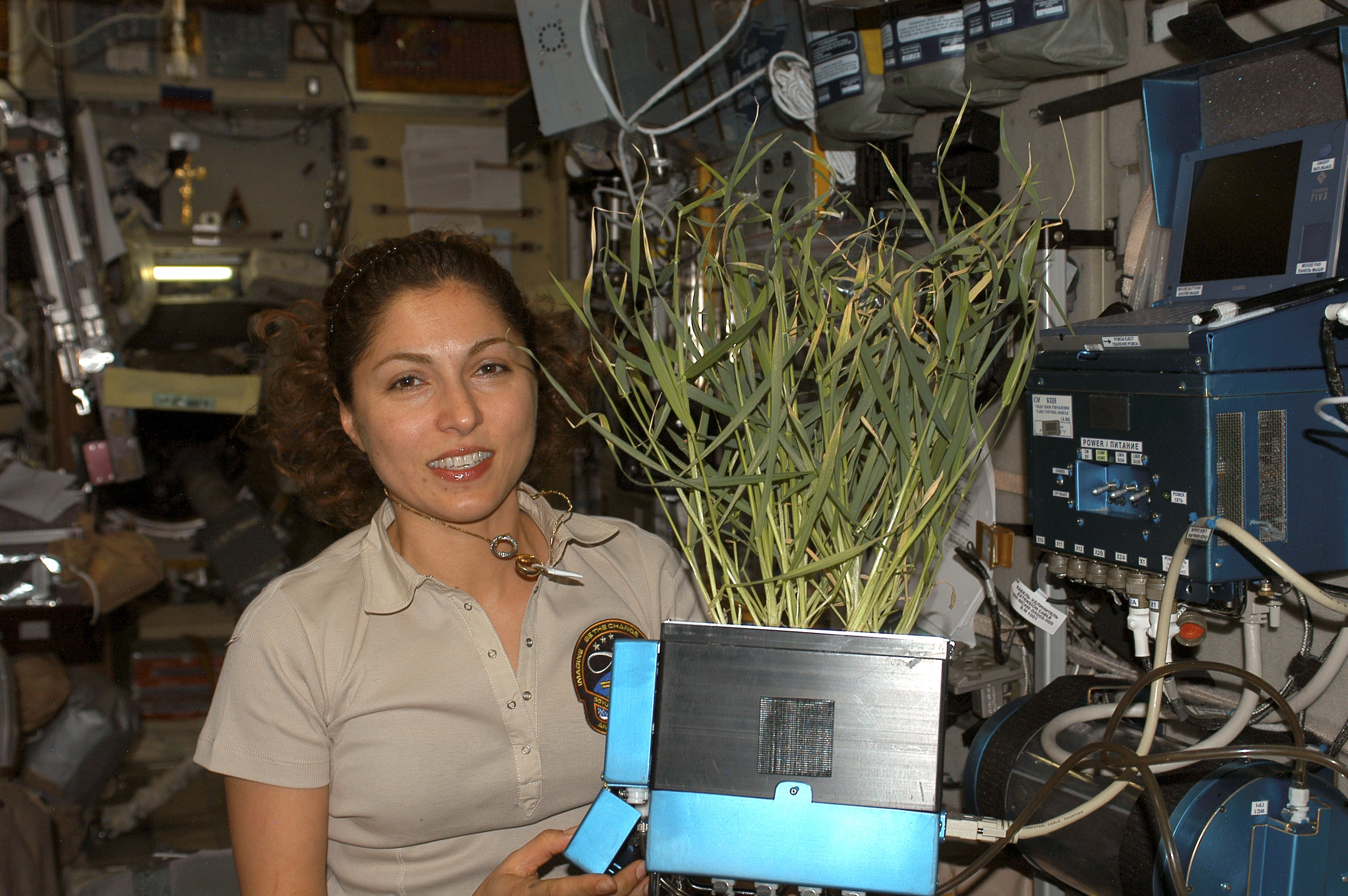
Ansari tenant une plante ayant poussé dans le module russe Zvezda.

Ansari participe à plusieurs expériences scientifiques menées par l'Agence spatiale européenne, ayant principalement pour objet l'étude de certains aspects du mal de l'espace :

### Expérience Neocytolysis
Une étude des mécanismes de l'anémie qui survient après un séjour en impesanteur par destruction sélective des jeunes érythrocyte (globules rouges). Il s'agit d'une réaction d'adaptation à l'impesanteur : le sang n'étant plus retenu dans les quatre membres par la gravité, s'accumule dans la partie supérieure du corps humain où l'hémoconcentration s'élève alors, provoquant en réponse, la hématopoïèse, une destruction des globules rouges les plus jeunes afin de diminuer leur concentration. Cette concentration devient insuffisante une fois retourné sur terre, provoquant l'anémie en question.

### Expérience sur les lombalgies
Une étude de l'influence des modifications musculaires sur les lombalgies. Inexplicablement de nombreux astronautes rapportent avoir souffert de lombalgies alors qu'ils sont en impesanteur, bien qu'ordinairement le mal de dos soit une conséquence, pense-t-on de la pesanteur terrestre.
Une hypothèse avancée par des scientifiques pour expliquer ceci est que les os coxaux doivent maintenir le sacrum en place au moyen d'un « corset musculaire » puissant qui doit augmenter son tonus au lever et diminuer pendant le sommeil. Ce corset musculaire s'atrophie, comme tous les muscles squelettiques en l'absence de gravité. C'est cette amyotrophie musculaire qui est mesurée ainsi que ses variations lors de séjours en microgravité. Un questionnaire concernant les lombalgies ressenties est rempli par les astronautes, et les mesures sont comparées à d'autres réalisées avant et après le vol spatial pour préciser les relations entre lombalgie et effort/surmenage lombaire.

### Expérience Chromosome-2
Une étude des effets mutagènes des radiations sur l'ADN chromosomique de l'être humain, notamment celui de ses lymphocytes sur prélèvement sanguin. Ce genre d'exposition aux radiations ne peut être simulé sur Terre mais nécessite un environnement spatial réel pour être étudié avec pour objectif l'optimisation des dispositifs anti-radiations des futures missions d'exploration spatiales.

### Prélèvement d'échantillons de bactéries
Une étude des populations bactériennes à bord de l'ISS. En effet, l'impesanteur peut se révéler être un facteur de croissance de bactéries pathogènes et aussi de résistance aux antibiotiques. Aussi une éventuelle contamination par de tels germes est un risque à prendre au sérieux. Des prélèvements bactériologiques sont réalisés au niveau des interrupteurs, des claviers et des installations sanitaires, par exemple.